# Andreas Urbye

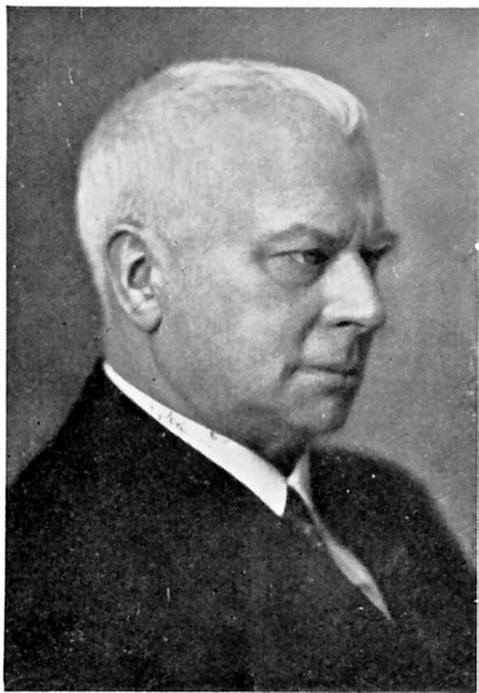
Andreas Urbye

Andreas Tostrup Urbye, född 8 maj 1869 i Fredrikshald, död 1955, var en norsk jurist och ämbetsman. 
Urbye blev juris kandidat 1891, studerade 1894 och 1897–98 med stipendium straffrätt utomlands och tjänstgjorde under mellantiden som sekreterare i strafflagskommittén, blev 1898 statsadvokat och upprätthöll 1904–05 Francis Hagerups professur i straffrätt vid Kristiania universitet, medan denne var statsminister. 

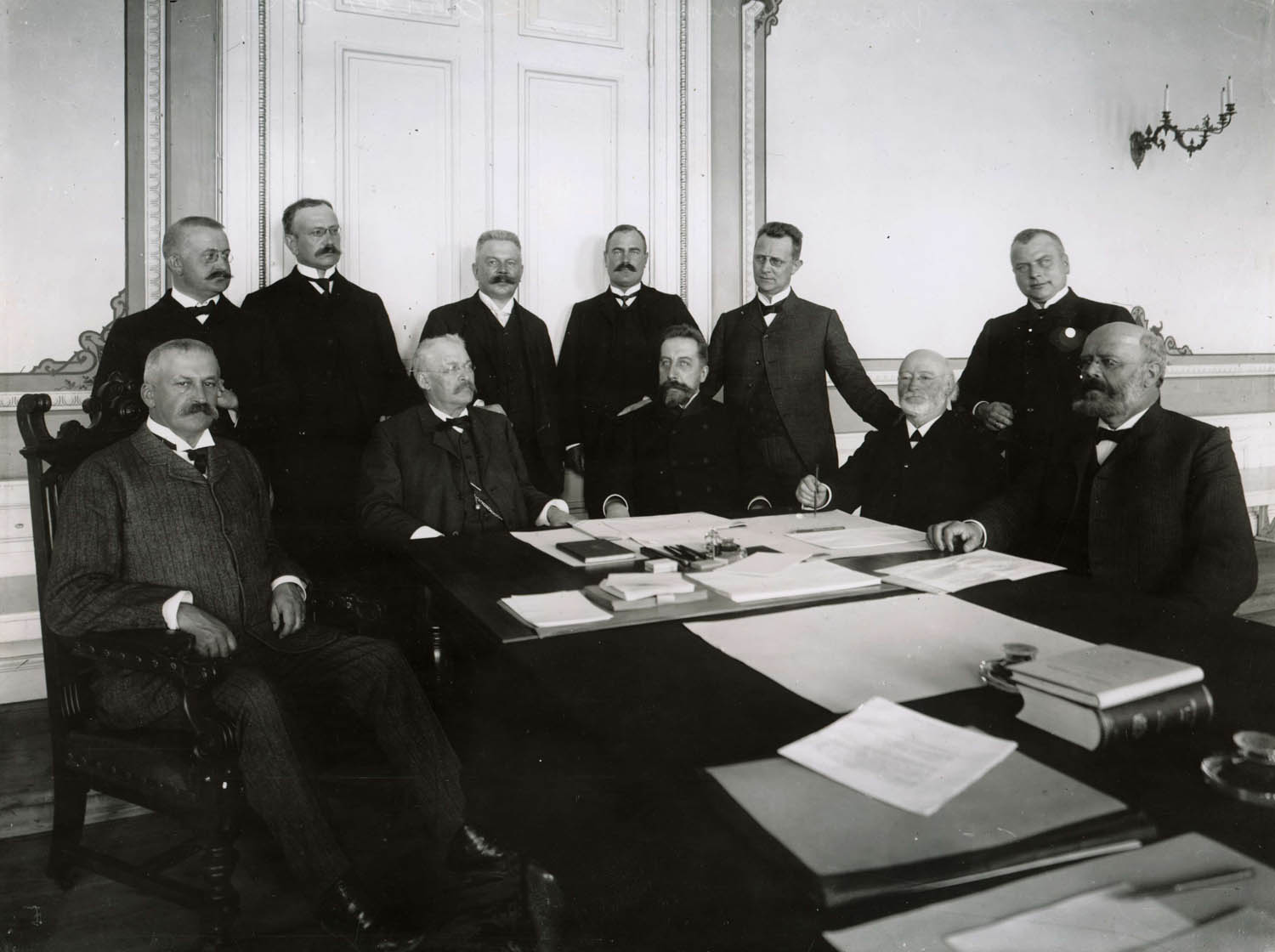
De svensk-norska unionsförhandlingarna i Karlstad, 1905. Nordiska museet NMA.0034900

Urbye var 1905 sekreterare hos de norska kommissarierna vid underhandlingarna i Karlstad, blev 1906 amtman i Finnmarkens amt och var därunder (1907) delegerad i Sankt Petersburg vid underhandlingarna om ett gränsdistrikt mellan Finnmark och Ryssland samt tog 1909 juris doktorsgraden, efter att ha utgett Norsk strafferet (1906–09), innehållande en framställning av några avdelningar av den norska straffrättens speciella del. 
År 1912 blev Urbye sorenskriver, inträdde den 31 januari 1913 i Gunnar Knudsens ministär som statsråd och chef för departementet för offentliga arbeten, men övertog 1917 chefskapet för justitiedepartementet. År 1918 utnämndes han till envoyé i Helsingfors och 1924 i Moskva, där han stannade till 1939. Han var därefter ledamot av Permanenta skiljedomstolen i Haag till 1949.